# Sekundogenitur (Dresden)

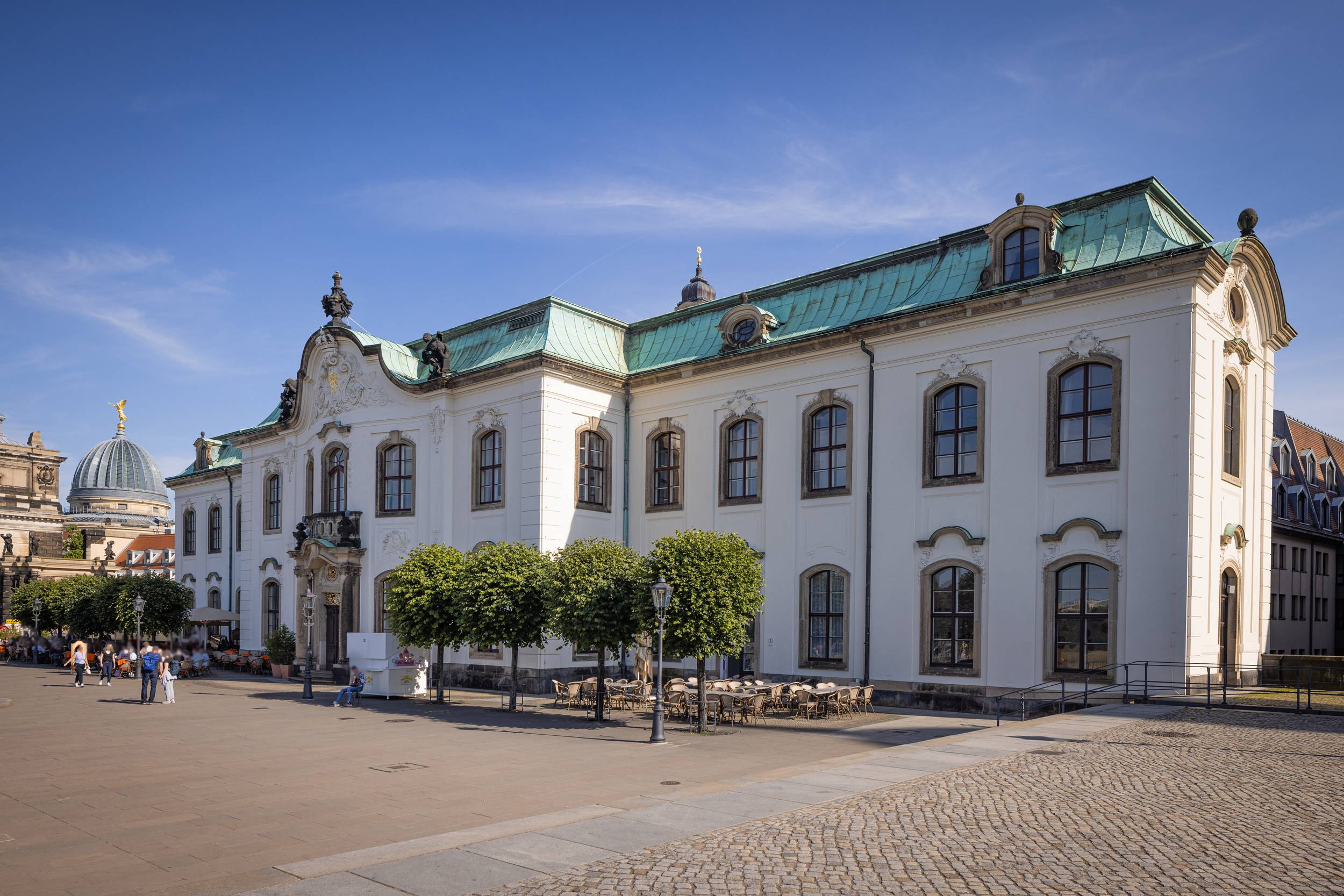
Sekundogenitur

Die Sekundogenitur (von lateinisch secundus ‚zweiter‘ und lateinisch genitus ‚geboren‘) ist ein ehemaliges Bibliotheksgebäude an der Brühlschen Terrasse in Dresden. Der Neubarockbau wurde 1896 bis 1897 durch König Albert von Gustav Frölich für Prinz Johann Georg geschaffen. Sie ist heute Teil des Hotels Hilton Dresden.

## Brühlsche Bibliothek

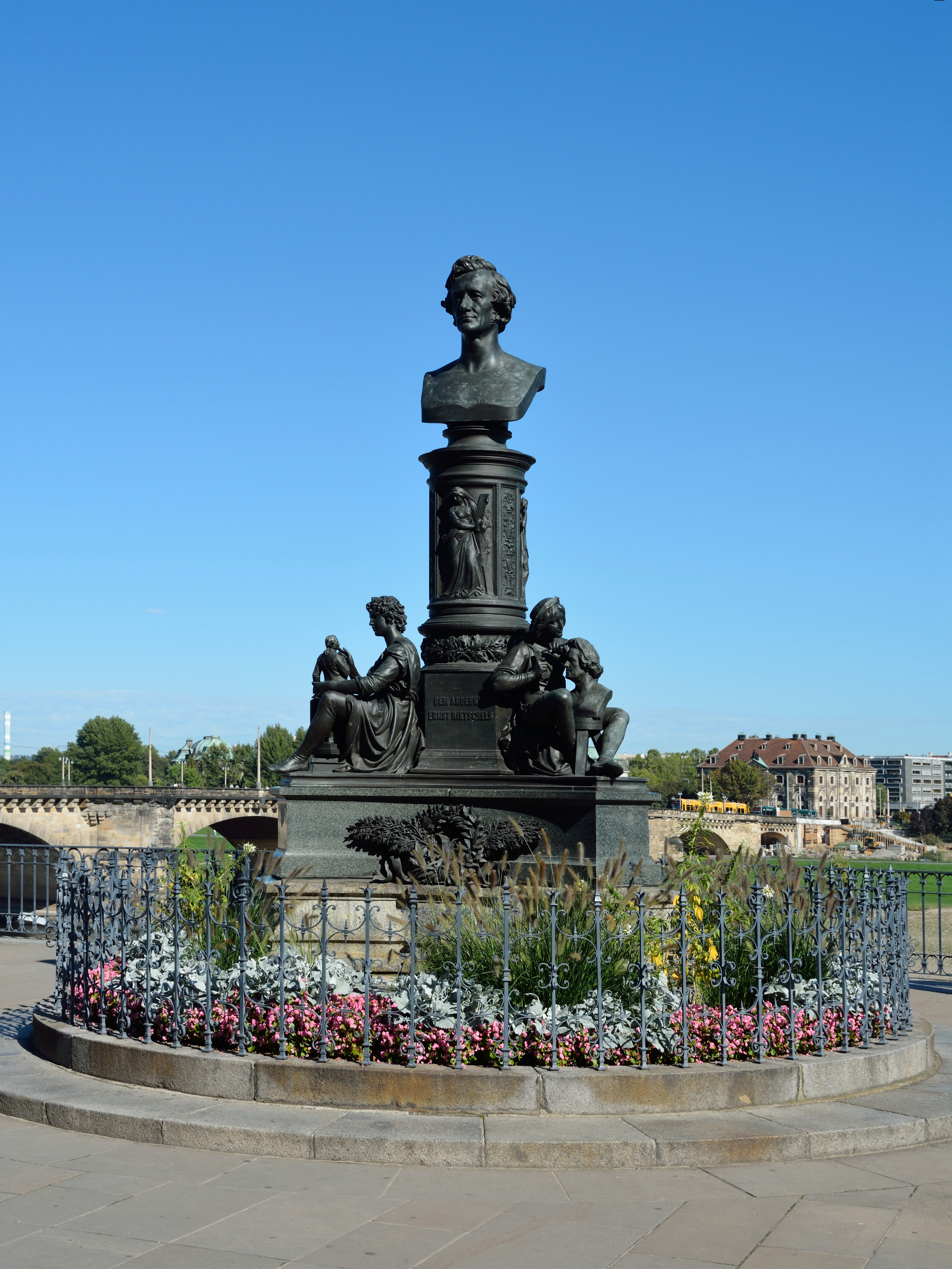
Rietscheldenkmal

Die Sekundogenitur liegt an exponierter Stelle an der Brühlschen Terrasse in der Inneren Altstadt. Wenige Meter nördlich fließt die Elbe. Aus dem Gebäude bietet sich ein Überblick über das gegenüberliegende Neustädter Elbufer. Direkt benachbarte Gebäude sind die Kunstakademie und das Ständehaus. Auf der Rückseite der Sekundogenitur verläuft die Terrassengasse, östlich befindet sich im Zuge der Münzgasse ein Freitreppen-Aufgang zur Brühlschen Terrasse. An Stelle des heutigen Gebäudes befand sich die Brühlsche Bibliothek. Sie gehörte zu den Brühlschen Herrlichkeiten, den hier erbauten Repräsentationsbauten des sächsischen Staatsministers Heinrich von Brühl, der das Gelände 1740 geschenkt bekam. Das Bauwerk wurde 1748 unter Leitung von Johann Christoph Knöffel errichtet. Bereits 1768 kaufte die Kurfürstlich-Sächsische Bibliothek den Bestand der Gräflich-Brühlschen Bibliothek, der mit seinen nach dem Siebenjährigen Krieg etwa 62.000 Bänden durchaus mit der Universitätsbibliothek Leipzig vergleichbar war.
Von 1789 bis 1791 wurde das Gebäude zur Alten Kunstakademie umgebaut. Hier wirkten die Maler Anton Graff, Caspar David Friedrich, Julius Schnorr von Carolsfeld, die Bildhauer Franz Pettrich, Ernst Hähnel, Johannes Schilling, Robert Henze und die Architekten Gottfried Semper, Hermann Nicolai und Constantin Lipsius. Die Kunstakademie zog 1895 in ihren monumentalen Neubau um, der in direkter Nachbarschaft liegt. Das alte Brühlsche Bibliotheksgebäude wurde daraufhin abgebrochen. Im Jahr 1876 wurde direkt vor dem heutigen Gebäude auf der Brühlschen Terrasse eine Büste des Bildhauers Ernst Rietschel enthüllt, der an dieser Stelle von 1833 bis 1856 sein Atelier im Brühlschen Gartenpavillon hatte. Diese Bronzebüste wurde von dessen Schüler Johannes Schilling geschaffen und in der Kunstgießerei Lauchhammer in doppelter Lebensgröße gegossen. Sie befindet sich auf einer Säule mit drei Reliefs, die für Geschichte, Poesie und Religion stehen. Die drei lebensgroßen, auf einem Piedestal um die Säule herum sitzenden, vollplastisch ausgeführten Knaben symbolisieren das Zeichnen, Meißeln und Modellieren, also die Hauptformen bildhauerischer Tätigkeit.

## Sekundogenitur

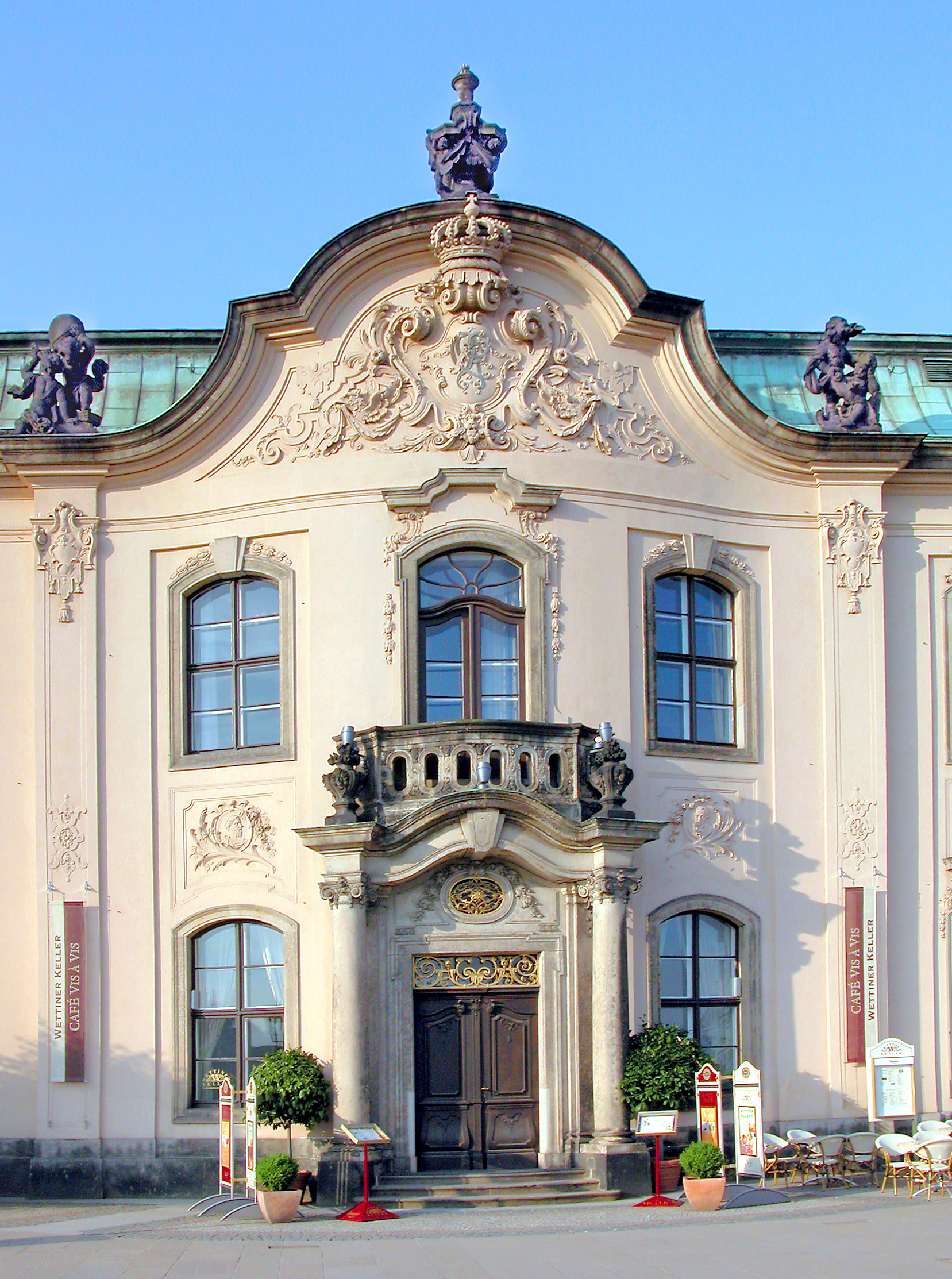
Portal

Das heutige Gebäude wurde in den Jahren 1896 und 1897 nach Plänen des damaligen Hofbaumeisters Gustav Frölich (1859–1933) an Stelle der vormaligen Brühlschen Bibliothek errichtet. Es erinnert stilistisch an den Vorgängerbau und gilt deshalb mitunter als einziges Zeugnis aus der Zeit der Brühlschen Neugestaltung des Geländes um 1750. In Wirklichkeit handelt es sich aber um einen Neubau, der jedoch in gewisser Weise die große Zeit der Brühlschen Terrasse im 18. Jahrhundert widerzuspiegeln scheint. Der neubarocke Bau ist in einer süddeutschen Rokoko-Spielart ausgeführt. Im Gegensatz zu seinen Nachbargebäuden, von denen es sich durch seine Heiterkeit abhebt, wirkt es eher klein und zierlich. Verstärkt wird dies durch den hellen und blassen Fassadenanstrich. Ihre leichte und relativ zur Umgebung eher verspielte Architektur bewirkte, dass die Sekundogenitur heute als der gelungenste neobarocke Kleinbau Dresdens gilt. Das von der Terrasse aus gesehen zweigeschossige Bauwerk hat ein geschweiftes, kupfergedecktes Mansarddach und rankengeschmückte Fenster. Der terrassenseitige Eingangsbereich wird von einem geschwungenen Giebel bekrönt, das Portal ist von ionischen Säulen eingefasst. Betrachtet man die Sekundogenitur aus Richtung Osten, also vom Aufgang auf die Brühlsche Terrasse an der Münzgasse aus, fällt auf, dass sie sehr schmal ist, da sie in die wenige Meter breite Lücke zwischen der Terrasse und der dahinter liegenden Terrassengasse eingepasst wurde.
Zunächst beherbergte das Gebäude die Bibliothek und Kupferstichsammlung des zweitgeborenen Prinzen Johann Georg und befand sich auch als Gebäude in dessen Eigentum, weshalb sich der lateinische Name Sekundogenitur ergab. Das Gebäude ist allerdings nicht zu verwechseln mit dem gleichnamigen Wohnsitz des zweitgeborenen Prinzen, der sich im heutigen Blüherpark befand. In der Sekundogenitur-Bibliothek arbeitete der Literaturwissenschaftler und spätere Politiker Herman Anders Krüger in jungen Jahren ab 1901 als Unterbibliothekar. Ab 1918 nutzte erneut die Kunstakademie die Räume für Sonderausstellungen. Nachdem die Sammlungen der zweitgeborenen Prinzen 1931 ausgelagert wurden, fungierte die Sekundogenitur bis 1945 als Ausstellungsgebäude der Galerie Neue Meister. Am 13. Februar 1945, während der Luftangriffe auf Dresden, brannte sie vollkommen aus. Nach langen Jahren eines Ruinendaseins baute man das Haus in den Jahren 1963 und 1964 wieder auf. Dabei setzte man auf der Rückseite an der Terrassengasse ein altes Barockportal ein, das „Bacchus-Portal“, das von der im Jahr 1956 endgültig geschlossenen Hellerschänke auf dem Dresdner Heller stammt und vermutlich ein Werk Balthasar Permosers ist. Zwischen 1945 und 1989 war die Sekundogenitur ein relativ freistehendes Gebäude mit einem großen südlichen Vorplatz, der in den Neumarkt überging. Als das südliche Nachbargrundstück 1989, noch in den letzten Monaten der DDR-Zeit, bebaut wurde, bezog man die Sekundogenitur in den neu entstehenden Hotelkomplex ein und verband beide durch einen Brückenbau über die Terrassengasse.  Heute wird die Sekundogenitur als Café und Weinrestaurant des Dresdner Hilton-Hotels betrieben.